# Martin Lidegaard

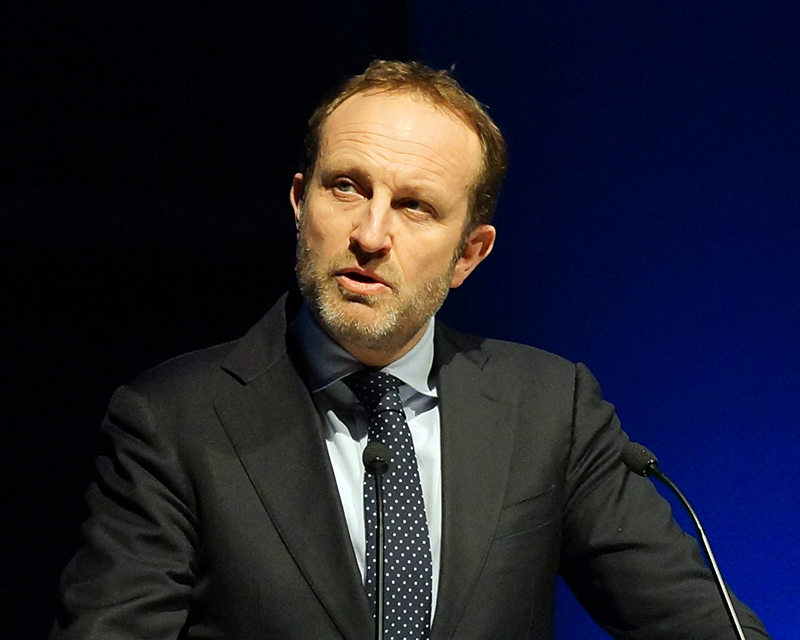
Martin Lidegaard (2015)

Martin Lidegaard, född 12 december 1966 i Köpenhamn, är en dansk politiker som representerar det socialliberala partiet Radikale Venstre. 
Lidegaard invaldes i Folketinget 2001. Vid regeringen Helle Thorning-Schmidt I tillträde efter Folketingsvalet 2011 utnämndes Lidegaard till klimat-, energi- och byggnadsminister. När Socialistisk Folkeparti lämnade koalitionsregeringen den 3 februari 2014 efterträdde Lidegaard Holger K. Nielsen som utrikesminister i regeringen Helle Thorning-Schmidt II. Han avgick tillsammans med regeringen den 28 juni 2015.
Efter att Radikale Venstre gått tillbaka i folketingsvalet i november 2022 avgick ledaren för partiets folketingsgrupp, Sofie Carsten Nielsen. Martin Lidegaard valdes därefter till ny gruppledare, vilket också innebär att han är de facto-partiledare.
Martin Lidegaard är son till författarna Mads Lidegaard och Else Lidegaard. Han har en examen (cand.comm.) från Roskilde universitet.